# Coupe du Portugal de football 1979-1980
Navigation
1978-1979 1980-1981

La Coupe du Portugal de football 1979-1980 est la 40e édition de la Coupe du Portugal de football, considéré comme le deuxième trophée national le plus important derrière le championnat. 
La finale est jouée le 7 juin 1980, au stade national du Jamor, entre le Benfica Lisbonne et le FC Porto. Le Benfica remporte son seizième trophée en battant le FC Porto 1 à 0 et se qualifie pour la Coupe d'Europe des vainqueurs de coupe de football 1980-1981.

## Finale
| 7 juin 1980 | Benfica Lisbonne | 1 - 0   | FC Porto | Stade national du Jamor   |                           |
|             |                  | (1 - 0) |          | Arbitrage : César Correia | Arbitrage : César Correia |
|             | Feuille de match |         |          | Arbitrage : César Correia | Arbitrage : César Correia |